# Calliteara longipennis
Calliteara longipennis är en fjärilsart som beskrevs av Walker 1862. Calliteara longipennis ingår i släktet harfotsspinnare, och familjen tofsspinnare. Inga underarter finns listade i Catalogue of Life.